# Nationalpark Loagan Bunut
Der Nationalpark Loagan Bunut ist ein Schutzgebiet in Malaysia. Es wurde 1991 ausgewiesen und ist 107,32 km² groß. Der Park liegt im Bundesstaat Sarawak und dient zum Erhalt der einzigartigen Floria und Fauna Borneos.